# BFGoodrich
BFGoodrich, также B.F.Goodrich — американский бренд автомобильных шин. В настоящее время принадлежит не Goodrich Corporation: в 1988 году корпорация продала права на название компании Michelin.
BFGoodrich была первым американским производителем шин, который сделал радиальные шины (с 1896 года). Автомобили компании Winton выпускались с шинами BFGoodrich; в частности, автомобиль[en], который в 1903 году первый пересёк Соединённые Штаты Америки.
В 1927 году шины были установлены на самолёт Чарльза Линдберга Spirit of St. Louis, который сделал первый успешный беспосадочный перелёт через Атлантический океан.